# Ministeri de Defensa Nacional de Lituània
El Ministeri de Defensa Nacional de Lituània (en lituà: Lietuvos Respublikos Krasto apsaugos ministerija) és un dels 14 ministeris del Govern de Lituània. Té la seu a la capital Vílnius. Va ser establert el 1990.
La seva missió, consisteix en: "Aplicació de la política conjunta amb l'OTAN, la cooperació amb els països estrangers al sector de defensa, representació de Lituània per la coordinació del dret internacional humanitari, la gestió de la defensa nacional i els recursos de seguretat financera, la provisió de l'exèrcit amb armament, equip i d'altres recursos, la implementació de la política de gestió de personal, la preparació de la reserva militar, l'administració del servei obligatori, preparació de la societat per a la resistència civil i la planificació de la mobilització nacional". L'actual ministre responsable des del 13 de desembre de 2012 és Juozas Olekas del Partit Socialdemòcrata de Lituània.

## Llista de ministres
|   | Nom i cognom              | Període                 |
| 1 | Audrius Butkevičius       | 23-07-1992 – 28-10-1993 |
| 2 | Linas Antanas Linkevičius | 28-10-1993 – 4-12-1996  |
| 3 | Česlovas Stankevičius     | 4-12-1996 – 27-10-2000  |
| 4 | Linas Antanas Linkevičius | 27-10-2000 – 29-11-2004 |
| 5 | Gediminas Kirkilas        | 29-11-2004 – 6-07-2006  |
| 6 | Juozas Olekas             | 6-07-2006 – 28-11-2008  |
| 7 | Rasa Juknevičienė         | 28-11-2008 – 13-12-2012 |
| 8 | Juozas Olekas             | 13-12-2012 –            |